# Mimi
Mimi je žensko osebno ime.

## Izvor imena
Ime Mimi je različica ženskega osebnega imena Marija.

## Pogostost imena
Po podatkih Statističnega urada Republike Slovenije je bilo na dan 31. decembra 2007 v Sloveniji število ženskih oseb z imenom Mimi: 35.

## Osebni praznik
Osebe z imenom Mimi godujejo takrat kot osebe z imenom Marija.

## Znane osebe
- Mimi Malenšek, slovenska mladinska pisateljica